# Carlos López Font
Carlos López Font es un político y funcionario gallego, Secretario general del PSdeG-PSOE de Vigo desde 2022.

## Trayectoria
Es licenciado en Ciencias Políticas y funcionario.Comenzó su vida sindical en 1982 en la UGT de Pontevedra. Fue concejal de seguridad y movilidad del ayuntamiento de Vigo, portavoz del gobierno local y diputado provincial de la Diputación de Pontevedra hasta enero de 2024. En febrero de ese año fue candidato por la provincia de Pontevedra en las Elecciones al Parlamento de Galicia, como número dos en la lista de su formación, resultando elegido diputado autonómico, cargo que declaró que compatibilizaría con el de concejal del ayuntamiento de Vigo.En 2022 tomaría posesión como Secretario general del Partido de los Socialistas de Galicia-PSOE de Vigo, cargo que dejaría en manos en manos de Ángel Rivas en 2025, cómo es habitual el relevo en la ciudad.